# Henry Bryceson
Henry Bryceson (1775 en Perth, Escocia-1870) fue constructor de órganos y pionero del mecanismo eléctrico en Inglaterra durante la década de 1860.

## Biografía
Henry nació en 1775 en Perth, Escocia, cuya iglesia de San Leonard's-in-the-Fields aún conserva uno de sus órganos. Fundó en 1796 una empresa conocida como Bryceson Brothers, Bryceson and Bryceson y Bryceson and Son. La empresa fabricaba organillos y órganos de tubos. Un ejemplo de su trabajo, de alrededor de 1835, se puede ver en la iglesia anglicana de Isle Abbots. En 1862  construyó el primer órgano de mecanismo eléctrico, que instaló en el Teatro Drury Lane. En 1868, la empresa adquirió los derechos exclusivos para utilizar la tecnología electroneumática desarrollada originalmente por Charles S. Barker en Francia. Este órgano utilizaba baterías y electroimanes para accionar los secretos, eliminando la tracción mecánica tradicional.
Su firma obtuvo los derechos exclusivos en 1869 de la patente de la leva de acción electro-neumática basada en la patente de Charles Barker, procedente de Francia.
Presentó un órgano de acción completamente eléctrica en la Exposición Internacional de Inventions de Londres en 1885, donde recibió una medalla de oro por su trabajo. Bryceson fue uno de los primeros constructores británicos en aplicar estas ideas, siguiendo las innovaciones del francés Albert Peschard en 1862 y del inglés Charles Barker de 1866.
Henry tuvo dos hijos, Henry (nacido en 1832) y John (nacido en 1839), quienes trabajaron para la empresa. Henry padre se jubiló alrededor de 1860. Tras la jubilación de Henry Bryceson, la empresa operó como Bryceson Brothers. En 1888 pasó a llamarse Bryceson Brothers Ltd., y entró en liquidación hacia 1891-1893. Posteriormente, fue adquirida por Albert Kirkland, quien mantuvo la producción hasta aproximadamente 1911-1917.